# Бургус

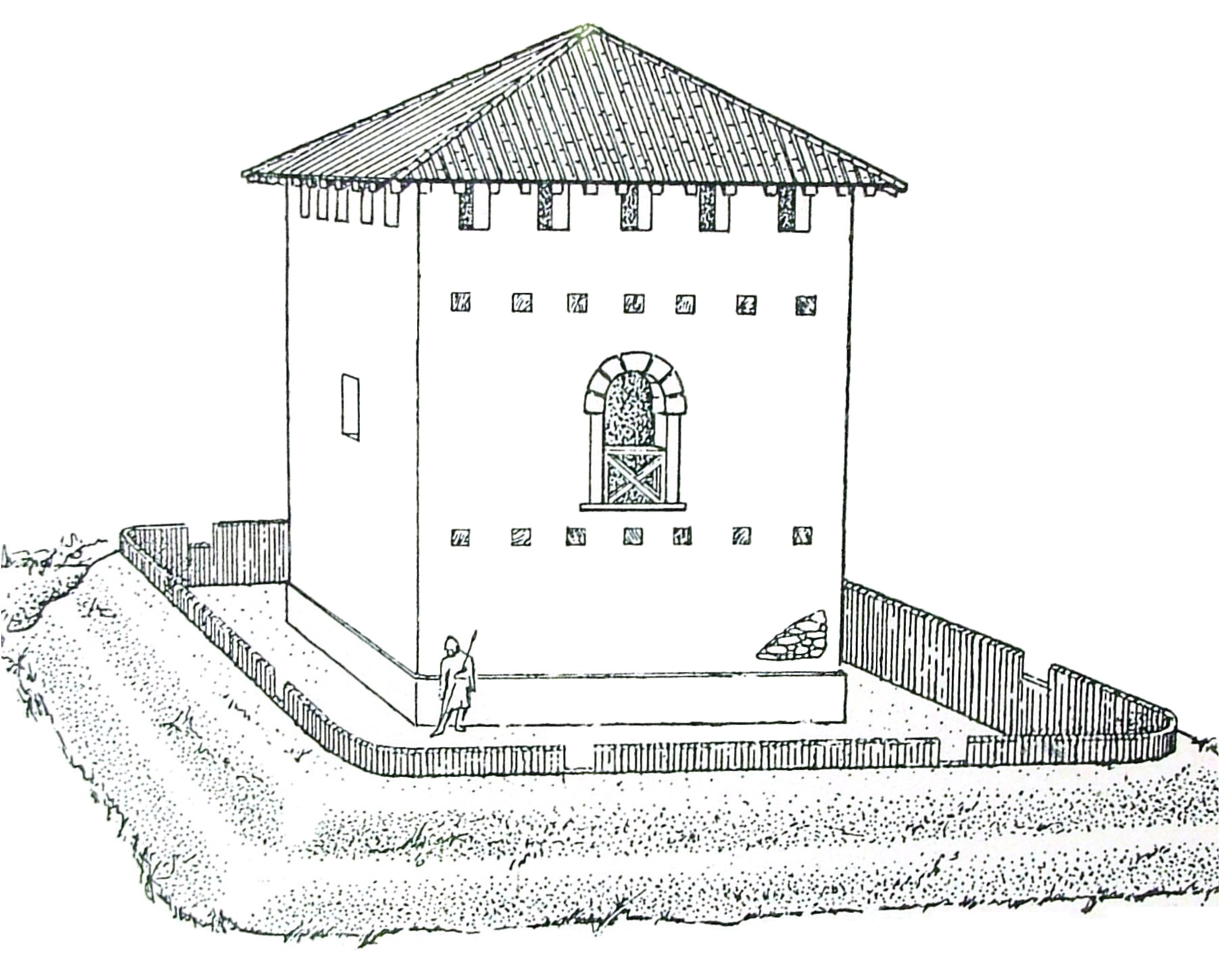
Бургус в Бухенберге (реконструкция)

Бургус (лат. Burgus, мн.ч. Burgi), также туррис (лат. turris = башня) — заимствованное у германцев римское обозначение небольшого позднеантичного каструма, как правило окружённого валом и рвом и иногда дополнительно снабжённого оборонительной стеной. Термин часто встречается в латинских текстах поздней Античности, например в трактате Вегеция «О военном деле» или в «Историях против язычников» (ок. 418 г.) Орозия. Однако сам термин был в употреблении, по-видимости, как минимум со II в. н. э., как это следует из надписей времён императора Коммода, обнаруженных на Дунайском лимесе в Паннонии.
Бурги были важной составляющей инженерных рубежей, создававшихся римлянами на границах Империи в последние века ее существования. Основным тактическим назначением бургов являлись охрана и защита; контроль и наблюдение на сухопутных и береговых участках границ, и IV век был временем их массового строительства. Возводили локальные оборонительные комплексы и в приморских городах для защиты важных гаваней. Продолжалась практика возведения бургов и в ранневизантийскую эпоху — при императоре Юстиниане Великом (527—565) и его преемниках. В 535—560 гг. в составе Дунайского, Балканского и Странджанского оборонительных лимесов, и в префектуре Иллирик (Западные Балканы), было возведено и восстановлено не менее 439 крепостей и бургов. В Бельбекском каньйоне Крымских гор хорошо сохранился типичный византийский дозорный бург, построенный в 575—576 годах, перед нашествием войск Тюркского каганата.